# Fectola infecta
Fectola infecta är en snäckart som först beskrevs av Reeve 1852.  Fectola infecta ingår i släktet Fectola och familjen Charopidae. Inga underarter finns listade i Catalogue of Life.